# NEdit
NEdit es un editor de texto para X Window System, es decir, principalmente para los sistemas Unix. Tiene una interfaz gráfica de usuario, basado en la biblioteca Motif, más similar a los editores de Windows o Macintosh que editores tradicionales de Unix como Emacs.
Originalmente, NEdit fue desarrollado por Mark Edel para Fermilab (Fermi National Accelerator Laboratory), un laboratorio gubernamental en los Estados Unidos, y distribuido bajo una licencia restringida. Desde 2000 está distribuido bajo la GNU GPL, y desarrollado como un proyecto independiente de código abierto.

## Funcionalidades
NEdit es un editor de texto bastante completo, y ofrece una amplia gama de funcionalidades. Entre éstas, podemos nombrar: 
- Coloreo de sintaxis: permite mostrar el texto en colores, dependiendo de si es una palabra específica o si el texto sigue un cierto patrón.
- Copia de respaldo incremental.
- Búsqueda de expresiones regulares: permite buscar texto que coincide con un patrón expresado en una sentencia o "expresión regular" (regex).
- Macro: NEdit tiene un lenguaje de macro.
- Copiar/Pegar Columna.

Una característica muy especial es:
- Modo de lenguaje: esta característica le permite a NEdit combinar coloreo de sintaxis, reconocimiento de palabras clave, auto-ndentación y otras configuraciones específicas, para varios lenguajes de programación o de scripting, como C/C++, Ada, Bash Shell, etcétera.

Todas estas configuraciones se guardan en un fichero de usuario llamado .neditrc.
Entre otras funciones, NEdit tiene el coloreado de sintaxis y el sangrado automático para muchos formatos y lenguajes.